# Alfred Waas
Alfred Waas (* 8. April 1881 im Elsaß; † 11. November 1935 in Basel) war ein Schweizer Opernsänger (Bass).

## Leben
Alfred Wass debütierte nach den vorliegenden Quellen im Jahr 1906. Erste Stationen seiner Bühnenlaufbahn waren von 1908 bis 1909 und von 1912 bis 1913 das damalige Stadttheater in Mühlhausen (Elsaß) und von 1913 bis 1914 die Volksoper in Wien. Ab dem Jahr 1914 sang er am Stadttheater in Straßburg (Elsaß). Seit 1920 bis zu seinem Tod 1935 war er Ensemblemitglied am Stadttheater Basel und spielte dort in seiner ersten Aufführung den König Heinrich in Richard Wagners romantischer Oper Lohengrin. Während seiner Zeit in Basel verkörperte Waas alle wesentlichen klassischen Opernpartien seines Stimmfaches und darüber hinaus sind auch Gastauftritte in Bern und Zürich zu verzeichnen. Im Jahr 1931 konnte er in Basel zudem den 50. Geburtstag als auch sein 25-jähriges Bühnenjubiläum begehen.
Zwei Tage vor seinem Tod sang er am 9. November 1935 noch die Partie des van Bett in der Komischen Oper Zar und Zimmermann von Albert Lortzing. Das Baseler Stadttheater richtete anlässlich des Todes von Alfred Waas eine Gedächtnisfeier aus.
In einem Nachruf des Theaters heißt es:

„[…]Einen großen Verlust bedeutete der Tod von Alfred Waas für unsere Bühne; der Künstler wurde ihr mitten aus seiner Wirksamkeit entrissen; seine letzte, von ureigener Originalität erfüllte Rolle war der van Bett in Lortzings „Zar und Zimmermann“.“